# Jürgen Heyne
Jürgen Heyne (* 20. September 1938 in Frankfurt am Main; † 15. November 2023 ebenda) war ein deutscher Fleischermeister und Verbandsfunktionär.

## Werdegang
Heyne absolvierte von 1954 bis 1957 in Offenbach eine Fleischerlehre. Er legte 1963 die Prüfung zum Fleischermeister ab und machte sich 1970 in Frankfurt selbstständig. Zuletzt war er Inhaber der Fleischer- und Bäckereifachschule Frankfurt.
Innerhalb der berufsständischen Gremien war er von 1984 bis 1994 Vorsitzender der Fleischerinnung Frankfurt. Ab 1984 gehörte er der Vollversammlung und von 1989 an dem Vorstand der Handwerkskammer Rhein-Main an. 1994 wurde er zu deren Präsidenten gewählt. In dieser Funktion initiierte er die Renntage des Handwerks, eine Informationsveranstaltung für Schüler über die Karrierewege im Handwerk auf der Galopprennbahn in Frankfurt-Niederrad, und war Mitbegründer der Berufsbildungsmesse Rhein-Main.
1999 wurde er zum Präsidenten der Arbeitsgemeinschaft der Hessischen Handwerkskammern sowie zum Präsidenten des Hessischen Handwerkstages gewählt. Im gleichen Jahr wurde er zum Mitglied des Präsidiums des Zentralverbandes des Deutschen Handwerks. 2006 schied er aus seinen Ämtern aus.
Von 1999 bis Anfang 2003 war er ehrenamtlicher Stadtrat in Frankfurt am Main.

## Ehrungen
- 2004: Großes Verdienstkreuz der Bundesrepublik Deutschland
- 2005: Hessischer Verdienstorden
- Goldenes Handwerkszeichen des Deutschen Handwerks
- Goldenes Handwerkszeichen des Deutschen Fleischerverbandes